# 石上俊雄
石上 俊雄（いしがみ としお、1962年1月18日 - ）は、日本の政治家。電機連合組織内候補。連合支援候補。
参議院議員（1期）、東芝グループ労働組合連合会副会長などを歴任。

## 来歴
1962年（昭和37年）1月18日、新潟県柏崎市生まれ。新潟県立柏崎工業高等学校卒業後、1980年、東京芝浦電気（現・東芝）入社。トランジスタ工場（現小向事業所）に配属され、以降15年間半導体の組立製造技術に従事。1996年、東芝労働組合MC支部執行委員。2000年、東芝労働組合MC支部書記長に就任し、専従役員となった。2001年、東芝労働組合MC支部副執行委員長に就任。2002年、東芝労働組合MC支部執行委員長に就任。同年8月、電機連合神奈川地方協議会 常任幹事就任（2008年退任）同年12月、連合神奈川川崎地域連合議長代行に就任。2003年12月、連合神奈川川崎地域連合議長に就任。2008年、東芝労働組合副中央執行委員長に就任。2010年、東芝グループ労働組合副中央執行委員長に就任。
2012年1月27日、第98回電機連合中央委員会にて、2013年7月の参議院選挙に向けて電機連合の公認候補として満場一致で決定。 同年4月17日 民主党の参議選比例代表公認発表で公認内定。2013年、第23回参議院議員通常選挙にて民主党比例区より立候補し初当選。民主党が獲得した7議席のうち7位（得票数152,121票、得票率6.6%）での当選であった。
当選後は参議院総務委員会、予算委員会、憲法審査会、国民生活・経済・社会保障に関する調査会（現・国民生活のためのデフレ脱却及び財政再建に関する調査会）に所属。党内では党企業団体対策委員会副委員長、民主党･新緑風会国会対策委員会副委員長を務めた。2018年5月7日、民進党と希望の党の合流により結党された国民民主党に参加した。
2019年7月21日、第25回参議院議員通常選挙にて国民民主党比例区より出馬。前回より票を上積みしおよそ19万票を獲得するも、国民民主党の比例獲得議席が3議席だったため4位の石上は落選した。

## 政策・主張
- 自身の重視する政策課題として、「職場の元気」「ワーク・ライフ・バランス」「地域の安全」「地球の未来」をあげる[10]。
- 選択的夫婦別姓制度に賛成[11]
- 国内半導体産業の国際競争力強化に向けた政策的支援を訴えている[12]
- 「新しい公共」の実現推進を主張[13]

## 人物
- 神奈川県横浜市在住[3]
- 東芝で半導体の組み立て製造技術に15年、システムLSI製品技術に5年間従事したのち、専従の組合役員として13年間勤務[3]。
- 座右の銘は「義を見てせざるは勇なきなり」[3]。
- 特技は競歩[3]
- 好きな食べ物はラーメン、鯛茶漬け（柏崎名物）、豚肉の生姜焼き[3]
- 趣味はスポーツ観戦[14]

## 党役職
- 次の内閣　ネクスト経済産業副大臣[3]
- 参議院副幹事長[3]

## 所属団体・議員連盟
- 電機連合
- 連合神奈川 川崎地域連合
- ILO活動推進議員連盟[15]